# Carathéodoryho věta
V konvexní geometrii Carathéodoryho věta říká, že když bod x z Rd leží v konvexním obalu množiny P, pak v množině P existuje d+1 nebo méně bodů takových, že x leží v jejich konvexním obalu.
Například, nechť P = {(0,0), (0,1), (1,0), (1,1)}, což je podmnožina R2 (d=2). Konvexní obal této množiny je čtverec. Nechť x = (1/4, 1/4). Vidíme, že x leží v konvexním obalu P. Carathéodoryho věta říká, že v P jsou 3 (=d+1) body takové, že x je v jejich konvexním obalu. V našem případě to jsou např. body {(0,0),(0,1),(1,0)}. Věta navíc říká, že v rovině můžeme vždy najít trojúhelník ze tří bodů z P, obsahující libovolný bod konvexního obalu P.
Věta je pojmenována po Constantinu Carathéodorym, který ji dokázal v roce 1911 pro případ, že P je kompaktní. V roce 1912 Ernst Steinitz rozšířil Carathéodoryho větu pro libovolnou P podmnožinu Rd.